# Bruneisk dollar
Bruneisk dollar eller Ringgit  (B$ - Ringgit Brunei) är den valuta som används i Brunei i Asien. Valutakoden är BND. 1 Ringgit = 100 sen.
Valutan infördes den 12 juni 1967 och ersatte den tidigare malaysisk dollar och brittisk Borneo dollar. 
Valutan har en fast växelkurs till 1 SGD Singaporiansk dollar, dvs 1 BND = 1 SGD och är giltig valuta även i Singapore.

## Användning
Brunei har ingen centralbank utan valutan ges ut av Brunei Currency Board - BCB som grundades 1967 och har huvudkontoret i Bandar Seri Begawan.

## Valörer
- mynt: inga Ringgitmynt
- underenhet: 1, 5, 10, 20 och 50 sen
- sedlar: 1, 5, 10, 50, 100, 500, 1000 och 10.000 BND